# Margaret Klare
Margaret Klare (* 5. Oktober 1932 in Essen) ist eine deutsche Schriftstellerin.

## Leben
Margaret Klare studierte Germanistik und Romanistik an den Universitäten in Essen, 
Bonn und Nancy. 1973 promovierte sie an der Universität Bonn mit einer Arbeit über Thomas Mann zum Doktor der Philosophie. Sie wirkte als Gymnasiallehrerin und war zeitweise in Bad Honnef und in Sankt Augustin ansässig. Heute lebt sie in Essen.
Margaret Klare ist Verfasserin von Kinder- und Jugendbüchern, 
Gedichten und Hörspielen. 
Margaret Klare ist Mitglied des Verbands Deutscher Schriftsteller. Sie erhielt u. a. folgende Auszeichnungen: 1988 den Peter-Härtling-Preis, 1991 den Dr.-Theobald-Simon-Preis der GEDOK Bonn, 1993 den Jan-Procházka-Preis für Jugendliteratur sowie 1995 die "Kalbacher Klapperschlange".

## Werke
- Studien zu Thomas Manns "Doktor Faustus". Bonn 1973.
- Harry Hamster und die verschwundenen Nüsse. Freiburg im Breisgau [u. a.] 1987 (zusammen mit Elisabeth Zink-Pingel).
- Harry Hamster und das Mäusekind. Freiburg im Breisgau [u. a.] 1988 (zusammen mit Elisabeth Zink-Pingel).
- Heute nacht ist viel passiert. Weinheim 1989.
- Blut ist im Schuh. Bonn 1991.
- Der Regenbogenberg. Recklinghausen 1991.
- Anne oder Was passiert, wenn Unglaubliches geschieht. Aarau [u. a.] 1992.
- Petronella ... ein Pinguinkind. Bad Zwesten 1992.
- Das Eselchen. Hamburg 1993 (zusammen mit Julia Wittkamp).
- Hallo, hier ist Felix!. Recklinghausen 1994.
- Liebe Tante Vesna. Weinheim 1994.
- Teddy Felix. Hamburg 1994 (zusammen mit Hede Büscher).
- Inki und Lukas. Hamburg 1995 (zusammen mit Julia Wittkamp).
- Schabernack. Wuppertal 2002 (zusammen mit Claudia Schmid).
- In Wolle wickelt sich das Schaf. Wuppertal 2003 (zusammen mit Claudia Schmid).
- Wörtertauschen. Wuppertal 2004 (zusammen mit Juliane Steinbach).
- Frieden. Wuppertal 2008 (zusammen mit Juliana Steinbach).